# Elektronenbeugungsröhre

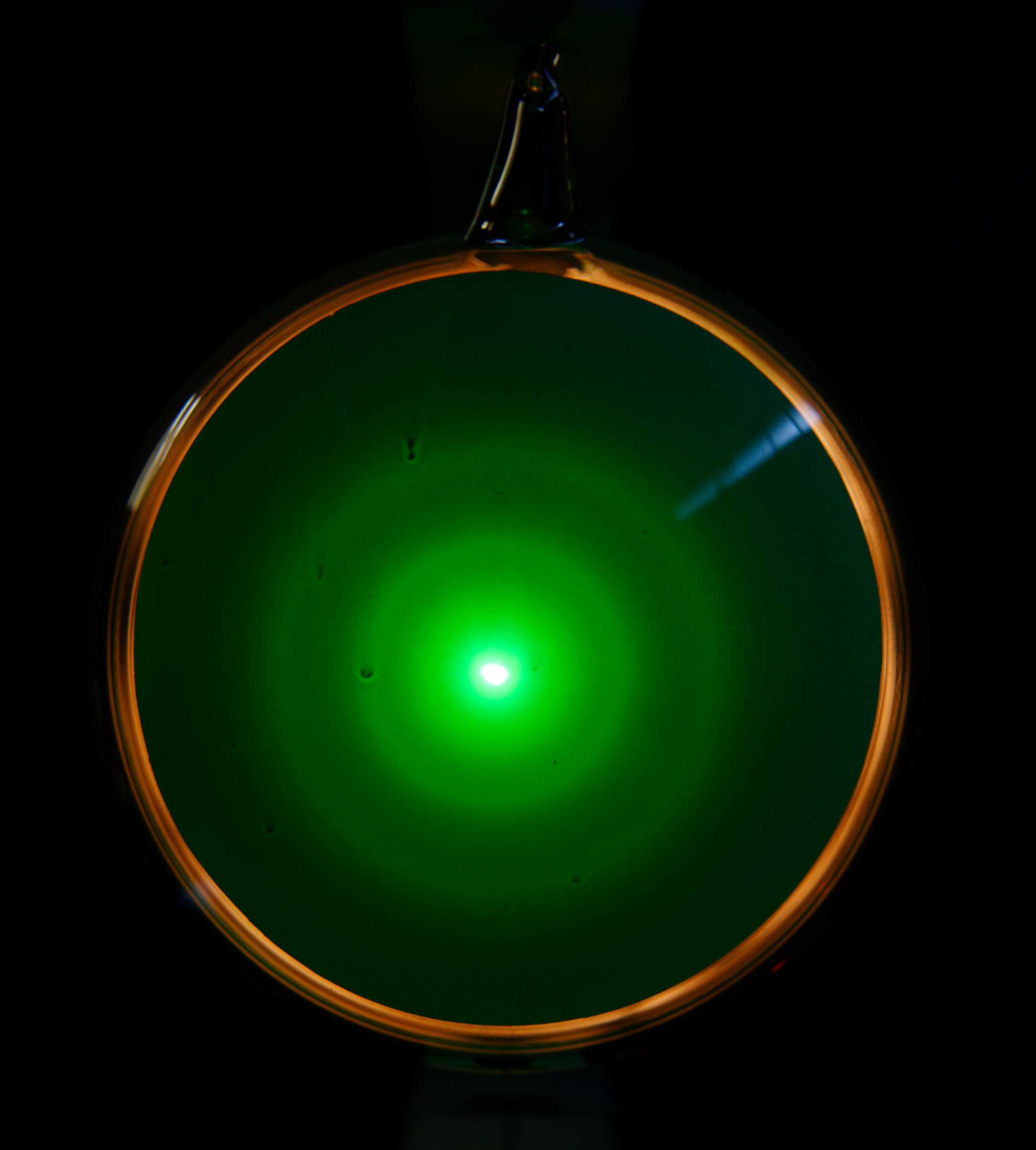
Kreisförmiges Interferenzbild einer Elektronenbeugungsröhre

Eine Elektronenbeugungsröhre ist eine spezielle Kathodenstrahlröhre, die die Beobachtung und Untersuchung der Welleneigenschaften von Elektronen durch Interferenz ermöglicht. Sie wird zu diesem Zweck hauptsächlich in der Lehre eingesetzt.

## Hintergrund
Nach der Theorie über Materiewellen, die Louis-Victor de Broglie 1924 postulierte, sind jedem Teilchen auch Welleneigenschaften zuzuschreiben. Die Elektronenbeugungsröhre untermauert diese Theorie, indem sie für Elektronen Interferenz nachweist, ein Phänomen, das nur bei Wellen, aber nicht bei klassischen Teilchen auftritt. Der Nachweis von de Broglies Materiewellen (erstmals im Davisson-Germer-Experiment 1927) führte zum Welle-Teilchen-Dualismus in der Physik.

## Aufbau

Aufbau einer Elektronenbeugungsröhre

In einem evakuierten Glaskolben erzeugt eine Elektronenkanone mithilfe des Wehneltzylinders einen fokussierten Elektronenstrahl. Dieser trifft auf eine polykristalline Graphitfolie, an der er durch Streuung stark aufgeweitet wird. Am Ende des Glaskolbens werden die Elektronen durch einen Fluoreszenzschirm nachgewiesen.

## Bragg-Reflexion am Graphit

Bragg-Reflexion an polykristallinem Graphit

In der Graphitfolie sind winzige Kristallfragmente willkürlich angeordnet. Die Bragg-Reflexion der Elektronen an einem solchen Kristallfragment liefert nur dann ein Interferenzmaximum, wenn das Kristallfragment in einem Glanzwinkel zum einfallenden Strahl orientiert ist. Dieses Interferenzmaximum findet sich dann für den ausfallenden Strahl beim doppelten Glanzwinkel. Da diese Winkel rotationssymmetrisch zur Strahlachse sind, ergeben die Interferenzmaxima auf dem Leuchtschirm konzentrische Kreise. Diese Erzeugung der Interferenz ist prinzipiell identisch zum Debye-Scherrer-Verfahren, bei dem Röntgenstrahlen an einem Polykristall gestreut werden. Da bei der Elektronenbeugungsröhre die Phänomene der Streuung und der Interferenz die Hauptrollen spielen, ist ihr Name etwas irreführend.